# رابدومیوم
رابدومیوم (انگلیسی: Rhabdomyoma) یک نئوپلاسم خوش‌خیم ماهیچه‌های مخطط است که ممکن است قلبی یا خارج قلبی (در خارج از قلب) باشد. انواع خارج قلبی خود به سه دسته تقسیم می‌شود: نوع بزرگسالان، نوع جنینی و نوع تناسلی.
رابدومیوم قلبی، شایع‌ترین نوع تومور اولیه قلب در نوزادان و کودکان است و با توبروز اسکلروزیس در ارتباط است.
این تومور بیشتر در زبان و قلب دیده می‌شود، اما مککن است در واژن هم یافت شود.
تومورهای ماهیچه‌های مخطط اگر بدخیم باشند، رابدومیوسارکوم نامیده می‌شوند. موارد نادری از بروز بدخیمی در رابدومیوم جنینی گزارش شده‌است.